# Geranomyia lampronota
Geranomyia lampronota är en tvåvingeart som först beskrevs av Edwards 1932.  Geranomyia lampronota ingår i släktet Geranomyia och familjen småharkrankar. Inga underarter finns listade i Catalogue of Life.